# Jean-Pascal Fontaine
Jean-Pascal Fontaine (* 11. März 1989 in Saint-Louis, Réunion) ist ein französischer Fußballspieler.

## Vereinskarriere
Fontain wurde auf der Insel Réunion geboren und begann dort mit dem Fußballspielen. Seine Karriere als Profi begann er auf dem Festland beim Le Havre AC. Dort schaffte er 2007 als 18-Jähriger den Sprung in die erste Mannschaft. In seiner ersten Saison absolvierte er elf Spiele und hatte am Aufstieg von der zweiten in die erste Liga teil. Fortan wurde er in der ersten und zweiten Mannschaft eingesetzt. Nachdem er zu Beginn der Saison 2009/10 in der ersten Mannschaft nicht mehr zum Zug gekommen war, wurde er an den Drittligisten AS Beauvais ausgeliehen, wo er zur Stammkraft wurde. Nach seiner Rückkehr 2010 wurde er bei Le Havre häufiger für die erste Mannschaft berücksichtigt. Fünfzehn Jahre und 383 Pflichtspiele blieb er beim Verein;  und beendete 2022 nach 22 Jahren seine Profikarriere. 
Er setzte seine Amateurkarriere 2022 bei seinem ersten Verein, Jeunesse Sportive Saint-Pierre, auf Réunion fort.